# 奧西耶克機場
奧西耶克機場（Osijek Airport）是克羅埃西亞城市奧西耶克的國際機場，位於奧西耶克市中心東南20公里處。奧西耶克機場航廈面積達1300平方米。奧西耶克機場的主要功能是貨運，是克羅埃西亞東部主要的物流據點之一。2017年，奧西耶克機場的年乘客人數有43,373人次。

## 航空公司及目的地
| 航空公司     | 目的地                                            |
| ------------ | ------------------------------------------------- |
| 克羅地亞航空 | 季節性： 杜布羅夫尼克、斯普利特                   |
| 歐洲之翼航空 | 季節性： 科隆/波昂（2018年7月1日開辦）、 斯圖加特 |
| Trade Air    | 杜布羅夫尼克、普拉、里耶卡、斯普利特、薩格勒布    |
| 維茲航空     | 巴塞爾-米盧斯                                     |

## 外部連結
维基共享资源上的相關多媒體資源：奧西耶克機場
- Official website